# Yokoyama Gennosuke

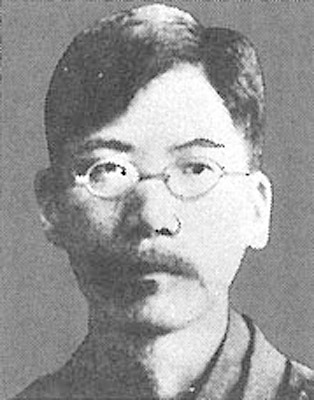
Yokoyama Gennosuke

Yokoyama Gennosuke (japanisch 横山 源之助; geb. 10. April 1871 in der Präfektur Toyama; gest. 3. Juni 1915) war ein japanischer Sozialforscher während  der Meiji– und beginnenden Taishō-Zeit.

## Leben und Werk
Yokoyama Gennosuke studierte Jura an der „Igirisu hōritsu gakkō“ (イギリス法律学校), der späteren Chūō-Universität, und begann 1894 bei der Zeitung Mainichi Shimbun zu arbeiten. Unter dem Einfluss von Leuten wie dem Präsidenten der Zeitung, Shimada Saburō (1852–1923) oder dem Schriftsteller Futabatei Shimei begann er, sich für soziale Fragen zu interessieren. So führte er ab 1896 Untersuchungen in verschiedenen Teilen Japans durch, die die Lebensbedingungen von Landarbeitern, Fabrikarbeiter oder Arbeitslose betrafen. Die Ergebnisse erscheinen 1898 unter dem Titel „Nihon no kasō shakai“ (日本の下層社会), „Die Unterschicht-Gesellschaft Japans“. Dies war eine erste umfassende Darstellung der Armut und der Arbeitsbedingungen in Japan, die trotz einiger Schwächen bis heute eine wichtige Quelle zu der Zeit ist.
Yokoyama schrieb weiter über soziale Probleme und Probleme der Arbeiterschaft während der späten Meiji-Zeit und wurde zum Vorbild für spätere Forscher.